# Gestaltungstechnischer Assistent
Ein Gestaltungstechnischer Assistent (kurz: GTA) ist ein staatlich anerkannter Berufsabschluss (Ausbildungsberuf) nach Landesrecht in Deutschland. Er kann an einer beruflichen Schule und dem Berufskolleg in dem Bildungsgang Berufsfachschule für gestaltungstechnische Assistenten erworben werden.

## Angebot und Voraussetzung
Dieser Bildungsgang wird in verschiedenen Bundesländern an beruflichen Schulen und privaten Berufsfachschulen angeboten. In den Berufskollegs NRWs gehört er in die Reihe der sogenannten Assistentenausbildungen, die in dreijährigen Bildungsgängen mit einem Berufsabschluss nach Landesrecht und der Fachhochschulreife enden. Die Einstiegsvoraussetzung ist jeweils ein mittlerer Bildungsabschluss oder die Fachoberschulreife. Um angenommen zu werden, sollte eine Bewerbungsmappe mit verschiedenen gestalterischen Arbeiten vorgelegt werden, um sicherzustellen, dass die Person eine künstlerische Neigung hat. Bevor eine Zusage erteilt wird, wird in der Regel ein Eignungstest abgehalten.

## Ausbildung
Die Ausbildung zum Gestaltungstechnischen Assistent findet mit vielen Schwerpunktbildungen statt. Die häufigsten sind dabei Grafik- und Objektdesign oder Medien/Kommunikation. Es kann aber auch eine Doppelqualifikation das Ziel sein, wie Fachhochschulreife und Berufsausbildung in einem Bildungsgang. Die doppelqualifizierende zwei- bis dreijährige Ausbildung (abhängig vom jeweiligen Bundesland) schließt mit einer staatlichen Prüfung ab. Mit ihrem Bestehen erreicht man den Beruf des staatlich geprüften gestaltungstechnischen Assistenten (GTA). Die gleichzeitig erworbene Fachhochschulreife ermöglicht ein bundesweites Fachhochschul- oder Gesamthochschulstudium. Eine Ausnahme bilden jeweils Sonderformen für Schüler mit Hochschulzugangsberechtigung. Durch die Tatsache, dass der eine Teil der Doppelqualifikation – mindestens die Fachhochschulreife – bereits erreicht ist, kann der Berufsabschluss nach Landesrecht in einem auf zwei Jahre verkürzten Bildungsgang erreicht werden. In der gesamten Ausbildungszeit wird ein achtwöchentliches Praktikum in zielorientierten Betrieben gemacht. Ausgebildet wird im Print- und im Nonprintbereich, wobei der Printbereich überwiegt.
Seit einigen Jahren gibt es noch eine weitere Form, nämlich den Gestaltungstechnischen Assistenten mit allgemeiner Fachhochschulreife. Diese Ausbildung ist eine Doppelqualifikation und dauert drei Jahre an. Man benötigt kein Praktikum, und sie lehrt neben Zeichnen, Designunterricht am Apple Macintosh, Applikationen je ein Jahr lang die Werkstoffe sowie Techniken verschiedener Fachrichtungen (Maler/Lackierer, Denkmalpflege, Bühnenmalerei oder Raumdesign). Die verschiedenen Ausbildungsrichtungen sind:
- Grafikdesign
- Objektdesign
- Screendesign
- Mode und Design
- Medien/Kommunikation
- Gestaltung

Die finanzielle Förderung dieser Ausbildung kann im Rahmen des Bundesausbildungsförderungsgesetzes (BAföG) erfolgen.

## Ausbildungsrichtungen

### Grafikdesign
Dies ist die in Deutschland am meisten verbreitete Ausbildungsrichtung des GTA. Die allgemeine Fachhochschulreife als Doppelqualifizierung zu erreichen ist möglich. Bundeslandabhängig dauert die Ausbildung jedoch unterschiedlich zwischen zwei und vier Jahren.
Hier werden den Schülern die Grundlagen des Grafikdesigns vermittelt. Dabei wird zu Anfang der Ausbildung auf Farbgestaltung, Schriftsetzung und Bildkomposition eingegangen. Das heißt, es werden Kreise gemalt, Fotos retuschiert, Figuren gezeichnet, Farben angemischt etc.
Später lernt man das dabei Gelernte in verschiedenen Grafikprogrammen auch anzuwenden. Dabei wird häufig projektbezogen gearbeitet. Das heißt, die Schüler bekommen den Auftrag, Printprodukte oder Nonprintprodukte wie Poster, Visitenkarten, Flyer, Werbebanner, Website-Design, Logos, Zeitschriften etc. zu designen. Dazu überlegen sie sich zuerst nach Erhalt der Aufgabenstellung ein Konzept und skizzieren sich ihre Vorstellungen auf Papier. Dann wird das ganze am PC oder Mac mit professionellen Grafikprogrammen wie Photoshop, Corel, Freehand oder InDesign digital umgesetzt. Wenn die Datei fertig geschrieben ist, wird sie noch einmal geprüft und gegebenenfalls für den Druck komprimiert.
Im Bereich Grafikdesign sind typische Fächer des Berufsfeldes:
| - Grundlagen der Gestaltung - Digitale Gestaltung (3D) - Verfahrenstechniken - Design- und Kunstgeschichte - Werbelehre - Präsentationstechnik - Produktionstechnik - Printmediengestaltung | - Fotografie - Typografie - Farbenlehre - Marketing - Illustration - Freihandzeichnen - Medieninformatik - Digitale Bildbearbeitung |

Die Ausbildung beinhaltet ein in der Regel achtwöchiges Praktikum.

### Mode und Design
Hier konzipiert, entwirft und entwickelt der GTA Einzelmodelle und ganze Kollektionen. Dabei setzen er Entwurfszeichnungen in Modell- und Erstschnitte um und arbeitet unter Anleitung den Modellschnitt zum produktreifen Schnitt um. Nach der Ausbildung arbeiten er in Designbüros oder Designerateliers der Mode- und Textilbranche.
Typische Fächer im Bereich Mode- und Design:
- Digitalisierung
- Grundlagen der Gestaltung
- Modezeichnung
- Farbe und Form
- Illustration
- Technologie
- Schnitttechnik
- Kostümgeschichte

In der Industrie steht dem GTA nach dem Berufsabschluss die Tätigkeit als Modedesigner/-in, Direktrice in Entwurf, Schneiderin, Stylist/-in, Einkäufer/-in bzw. Substitut im textilen Einzelhandel oder Fachkraft in einer Moderedaktion offen.

### Screendesign
In der Ausbildungsrichtung Screendesign wird auf ein etwas technischeres Standbein gesetzt. Hier lernen die Auszubildenden die Gestaltung von Medieninhalten im Webbereich. Je nach Berufsfachschule kann dies sowohl die reine Gestaltung von Webseiten beinhalten, aber auch das Entwerfen von 3D-Objekten oder auch Animationen.
Typische Fächer für dieses Berufsfeld lauten:
- Grundlagen der Gestaltung
- Interfacedesign
- Medieninformatik
- 2D-Animation
- 3D-Animation
- Bildbearbeitung
- Kunstgeschichte
- Programmierung
- Webdesign
- Technologien

### Gestaltung
Eine etwas unbekannte Ausbildungsrichtung ist die der Gestaltung. Es ist eine Doppelqualifikation. Die Ausbildung zum Gestaltungstechnischen Assistent Fachrichtung Gestaltung und der Erwerb der allgemeinen Fachhochschulreife in einem. Ohne Praktikum, dafür aber mit viel handwerklicher Praxis. Diese Art der Ausbildung dauert ebenfalls 3 Jahre. Jedoch erlernt man hier im 1. Jahr Grundlagen im Bereich des Malers / Lackierers, im 2. Jahr die der Denkmalpflege und im 3. Jahr kann man zwischen Bühnenmalerei/Bühnenbild sowie Raumdesign wählen. Zusätzlich wird man in den Fächer Applikation (fachbezogen), EDV, Zeichnen, Chemie, Physik, Deutsch, Mathe, Englisch, Sozialkunde, Sport und Wahlpflicht unterrichtet.

## Qualifikation
Die Schule ermöglicht zum einen das Erlernen ästhetischer und technischer Fertigkeiten und Qualifikationen, als auch die Ausbildung umfassender Kompetenzen, ohne die ökonomische Verwertbarkeit anstreben zu müssen. Deshalb ist die Ausbildung breit gefächert und nimmt in der Schwerpunktbildung ebenso Rücksicht auf die ökonomischen Besonderheiten der jeweiligen Region als auch auf die personelle instrumentelle Ausstattung der Berufskollegs und beruflichen Schulen.
Der Bildungsgang vermittelt …
- einen staatlich anerkannten Berufsabschluss (interessant fürs Arbeitsleben) und
- berufliches Know-how und den Erwerb der Fachhochschulreife (interessant für ein Studium im gestalterischen Bereich) und
- den schulischen Teil der Fachhochschulreife (interessant für ein Studium in einem anderen Bereich).

### Unterrichtsfächer
Die folgenden Unterrichtsfächer werden in der Regel zusätzlich zu den berufsfeldspezifischen Fächern unterrichtet.
Durch die Orientierung auf ein modernes, handlungsorientiertes Lernen und Lernfeldtheorie sind die berufsbezogenen Fächer in der Anzahl begrenzt, aber in den Wochenstunden ausgedehnt.
Zu beachten ist dabei, dass die Inhalte des Unterrichts von Schule zu Schule unterschiedlich sind und dies nicht nur in den verschiedenen Richtungen. Die allgemeinbildenden Fächer orientieren sich deutlich an dem allgemeinbildenden Schulabschluss:
1. Mathematik
2. Deutsch/Kommunikation
3. Englisch
4. Wirtschaftslehre (BWL/VWL/MBL)
5. Politik/Geschichte
6. Verfahrenstechniken
7. Typografie
8. Kunstgeschichte
9. Gesellschaftslehre
10. Sport/Gesundheitserziehung
11. Religion/Werte und Normen

Meistens ist mit dieser rein schulischen Ausbildung auch der Erhalt der Fachhochschulreife verbunden. (schulischer und praktischer Teil)
An einigen Schulen gibt es, wenn der Erhalt der Fachhochschulreife zusätzlich erwünscht ist, die Möglichkeit zusätzliche, schwerere Englisch- und Mathematikkurse zu belegen. Der Arbeitsaufwand in der Woche erhöht sind dadurch für den Schüler um bis zu 10 zusätzliche Stunden pro Woche, wodurch ein Gesamtpensum von 42 Stunden erreicht werden kann. Darin ist Vor- und Nachbereitung für die Schüler noch nicht enthalten.

## Mögliche Arbeitsplätze
Gestaltungstechnische Assistenten arbeiten meistens in Agenturen, da sich die originäre Aufgabe des Gestalters im digitalen und grafischen Bereich befindet. Oft arbeiten sie auch in Druckereien, Grafikbüros, Film- und Medienanstalten, Verlagen oder Zeitungen, Architekten und sogar als Gestalter in Einrichtungshäusern.

## Zukunftschancen
Obwohl der Gestaltungstechnische Assistent über viel Wissen verfügt, werden Bewerber mit Hochschulabschluss oder Mediengestalter bei Bewerbungen, Einstellungen und Besoldung meist bevorzugt. Aufgrund der unterschiedlichen Ausstattung und Schwerpunkte der Ausbildungsschulen und der damit verbundenen unterschiedlichen Qualifikationen können generelle Aussagen darüber nur schwer gemacht werden. Häufig schließt sich an die Ausbildung ein Studium oder eine Folgeausbildung als Mediengestalter an.